# Yi Li
Pour les articles homonymes, voir Yi.
Dans ce nom chinois, le nom de famille, Yi, précède le nom personnel.
Yi Li, (en chinois : 易立, en Hanyu pinyin : Yì Lì), né le 7 novembre 1987 est un joueur chinois de basket-ball, évoluant au poste d'ailier.

## Palmarès
- Champion d'Asie 2011